# Della Faggiola (famiglia)
Della Faggiola (o Della Faggiuola) è stata una famiglia nobile ghibellina. Nel XIII secolo possedette il castello di Faggiuola ed altre terre nella Massa Trabaria.
Capostipite della dinastia dei faggiolani fu Ranieri di Casteldelci, conte di Carpegna, e suo figlio Ranieri si dirà della Faggiola, luogo in cui stabilì la sua residenza.

## Membri principali

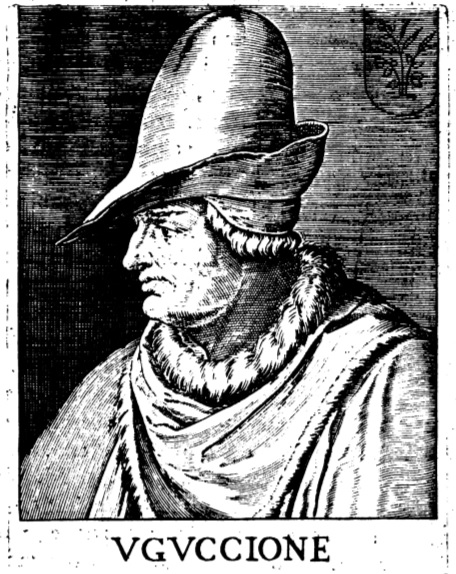
Uguccione della Faggiola

- Uguccione della Faggiola (1250-1319), condottiero e uomo politico;
- Francesco della Faggiola (1290 ca.-1315), figlio di Uguccione, fu uomo d'armi;
- Paulozzo della Faggiola († 1329 ca.), uomo d'armi;
- Ranieri della Faggiola (1290-1355), detto Neri, figlio di Uguccione, fu condottiero, politico e vicario imperiale;
- Francesco della Faggiola (XIV secolo), figlio di Ranieri, fu uomo d'armi;
- Francesco della Faggiola (XV secolo), uomo d'armi ed ultimo esponente dalla famiglia.

## Stemma
Di rosso alla sbarra d'oro.